# Girardot (Kolumbien)
Girardot ist eine Gemeinde (municipio) in Kolumbien im Departamento Cundinamarca.

## Geographie

Metropolregion Girardot

Girardot liegt im Cundinamarca, 134 km südwestlich von Bogotá am Ostufer des Río Magdalena auf 289 m Höhe in der Provinz Alto Magdalena, von der es die Hauptstadt ist. Das Klima ist tropisch, die Durchschnittstemperatur beträgt 33 °C. Die Gemeinde grenzt im Norden an Nariño und Tocaima, im Süden an Flandes im Departamento Tolima und an den Río Magdalena, im Westen an Nariño, den Río Magdalena und Coello in Tolima und im Osten an Ricaurte und den Río Bogotá. Girardot bildet zusammen mit Flandes und Ricaurte die inoffizielle Metropolregion Girardot.

## Bevölkerung
Die Gemeinde Girardot hat 107.324 Einwohner, von denen 103.846 im städtischen Teil (cabecera municipal) der Gemeinde leben. In der Metropolregion leben 146.778 Einwohner (Stand: 2019).

## Tourismus
Als Ausflugsziel der Einwohner der Hauptstadt Bogotá ist Girardot sehr beliebt, zumal die Straße von Bogotá über Melgar nach Girardot als weitgehend sicher vor Überfällen der Guerilla gilt. Diese sehr stark befahrene Strecke, eine der Hauptverkehrsadern Kolumbiens, ist aufgrund ihrer landschaftlichen Schönheit berühmt, aufgrund ihrer zahlreichen Unfälle allerdings ebenso berüchtigt.

## Schifffahrt
Girardot ist der am weitesten flussaufwärts gelegene Hafen des Río Magdalena, der noch von größeren Flussschiffen befahren werden kann. Als Binnenhafen für die Metropole Bogotá hatte Girardot früher eine große Bedeutung, allerdings ist die Schifffahrt in den letzten Jahren durch den bewaffneten Konflikt beinahe zum Erliegen gekommen. Heute lebt die Stadt fast ausschließlich von der Landwirtschaft und einem boomenden Tagestourismus, der sich in zahlreichen Märkten, Geschäften und einer insgesamt sehr bunten und lebendigen Atmosphäre äußert.

## Camino Real
In Girardot beginnt der sogenannte Camino Real, der historische Reit- und Fußweg der spanischen Vizekönige des Vizekönigreiches Neugranada nach Bogotá. Er führt über Viotá, Mesitas del Colegio und Santandercito in die kolumbianische Hauptstadt und überwindet eine Höhendifferenz von 2400 m im Tal des Río Bogotá.

## Infrastruktur
Girardot verfügt über einen Flughafen, den Flughafen Santiago Vila (IATA-Code: GIR), der auf dem Gebiet der Nachbargemeinde Flandes liegt.

## Persönlichkeiten
- Hernando Tovar (* 1938), Fußballspieler